# Myrtéza
Myrtéza är en ort i Grekland.   Den ligger i prefekturen Nomarchía Anatolikís Attikís och regionen Attika, i den sydöstra delen av landet, 30 km sydost om huvudstaden Aten. Myrtéza ligger 93 meter över havet och antalet invånare är 164.
Terrängen runt Myrtéza är kuperad åt nordväst, men åt sydost är den platt. Havet är nära Myrtéza åt nordost.  Närmaste större samhälle är Keratéa, 4,7 km väster om Myrtéza. 